# 広生駅
広生駅（こうせいえき）は、中華人民共和国湖南省長沙市長沙県にある3号線の駅である。

## 駅構造
- 1号線：島式ホーム1面

## 駅周辺
- 竜角路
- 広生塘社区